# Pieter Baan Centrum

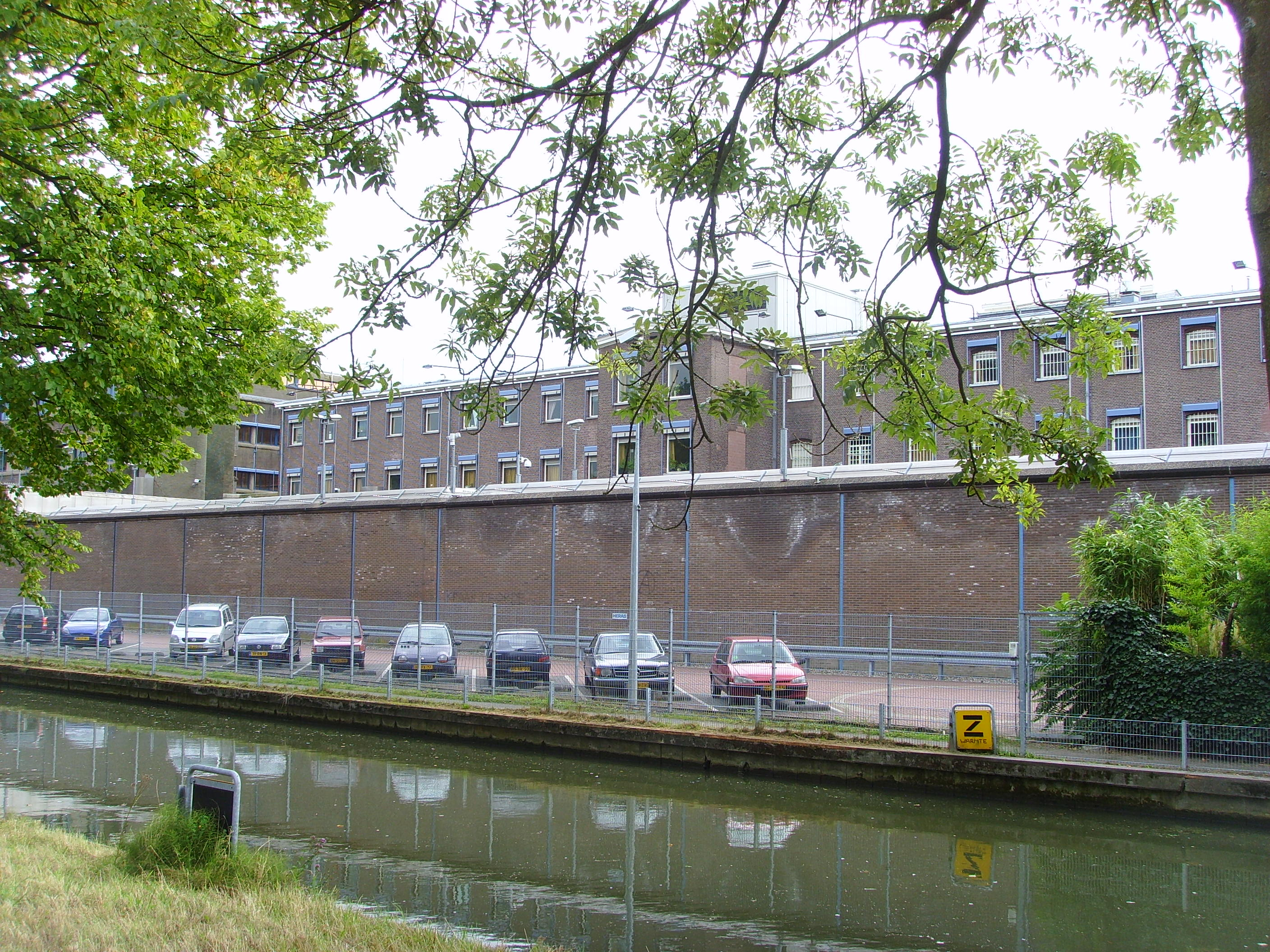
De achterzijde van het voormalig PBC in Utrecht

Het Pieter Baan Centrum (PBC) is de psychiatrische observatiekliniek van het Nederlands Instituut voor Forensische Psychiatrie en Psychologie (NIFP), gevestigd te Almere. In het PBC worden verdachten van ernstige delicten gedurende zes weken onderzocht door gedragsdeskundigen. Het PBC is een instelling voor forensisch advies en dus geen TBS-kliniek.
Het PBC is formeel een huis van bewaring, met een specifieke taak: het brengt adviezen pro justitia uit. Gedragsdeskundigen van het PBC onderzoeken verdachten van ernstige delicten en adviseren vervolgens aan de rechter of het Ministerie van Justitie. 
Het PBC werkt meestal in opdracht van de rechter-commissaris. Deze vraagt het PBC om een onderzoek en een advies als hij vermoedt dat een verdachte lijdt aan een psychische aandoening. De vraag daarbij is of de verdachte volledig toerekeningsvatbaar was toen hij het delict pleegde. Als iemand een delict heeft gepleegd als gevolg van een psychische stoornis, kan dat een schulduitsluitingsgrond zijn, waardoor het delict minder of helemaal niet wordt toegerekend. In dat laatste geval is hij niet strafbaar.

## Onafhankelijk onderzoek
Het PBC onderzoekt verdachten: zij zijn nog niet veroordeeld. Het is dus niet zeker of ze schuldig zijn aan de feiten die hen ten laste worden gelegd. Het komt voor dat een verdachte het delict ontkent waarvan hij wordt beschuldigd. Het PBC neemt een onafhankelijke positie in binnen het strafproces en houdt zich dus nadrukkelijk niet bezig met het bewijs of de strafmaat. In de rapportage wordt de verdachte dan ook aangeduid als "betrokkene".
De gedragsdeskundigen van het PBC bepalen eerst de toerekeningsvatbaarheid van de verdachte. Vervolgens onderzoeken ze of er, gezien een mogelijke (gedrags)stoornis, in hun ogen kans op herhaling  is. Het derde onderdeel van hun rapportage kan een advies zijn over behandeling, zoals terbeschikkingstelling (tbs), al wordt een behandeladvies niet in alle gevallen gegeven. Dat gebeurt wel als er een kans is op herhaling van het delict.
In de laatste week van het onderzoek wordt de rapportage opgesteld. Dit wordt verkort aan de verdachte meegedeeld en dan toegevoegd aan het strafdossier. De officier van justitie zendt het toe aan de advocaat van de verdachte. Deze kan een tegenonderzoek laten uitvoeren.
Het rapport heeft een adviserend karakter. De rechter kan het terzijde leggen en een alternatief onderzoek gelasten, bijvoorbeeld naar aanleiding van tegenstrijdige conclusies. Er zijn gevallen bekend waarin het rapport van het PBC terzijde is geschoven na twee tegenonderzoeken. Desalniettemin wordt een groot deel van de adviezen overgenomen door de rechter.
Jaarlijks worden ruim vijfduizend pro justitia-onderzoeken gedaan. De meeste daarvan vinden ambulant plaats, in de huizen van bewaring, maar in ongeveer tweehonderd gevallen wordt het PBC ingeschakeld. Het onderzoek in het PBC is multidisciplinair en de klinische observatie is een belangrijk onderdeel. Dit in tegenstelling tot de al genoemde ambulante onderzoeken, die vooral bestaan uit gesprekken tussen gedragsdeskundigen en verdachten.

## Werkwijze
Het multidisciplinaire onderzoek in het PBC duurt zes weken. De gedetineerden worden geobserveerd, terwijl zij in groepen van acht het dagprogramma volgen onder begeleiding van de groepsleiders. 
De verdachte wordt in het PBC onderzocht door een multidisciplinair team, bestaande uit een (forensisch) psychiater, een psycholoog, een groepsleider en een forensisch milieuonderzoeker die het milieu van herkomst van de verdachte onderzoekt. Aan het team is ook een psychiater toegevoegd, die als proces-begeleider fungeert. Deze heeft zelf geen contact met de verdachte maar woont wel de teambesprekingen bij. Deze bewaakt de manier van werken en denkt kritisch mee vanuit een neutrale rol. De coördinatie van het onderzoek is in handen van een jurist, die de teambesprekingen voorzit. 
De rapportage aan de rechter komt tot stand op basis van een aantal informatiebronnen. De psychiater en de psycholoog voeren gesprekken met de verdachte, terwijl ook personen uit het milieu van herkomst worden benaderd. Dit levert informatie op over de manier waarop een verdachte zich heeft ontwikkeld en buiten de detentie heeft gefunctioneerd. Ook neemt de psycholoog een testonderzoek af. Een andere belangrijke bron zijn de observaties over het gedrag van de verdachte tijdens het verblijf in het PBC. Al deze bronnen, plus schriftelijke informatie uit het strafdossier, creëren een beeld op basis waarvan het team rapporteert en adviseert.
In de laatste dagen van het verblijf van de verdachte worden alle deelonderzoeken besproken door het team en wordt het eindadvies bepaald. Dit wordt vervolgens met de verdachte besproken. De verdachte krijgt het onderzoeksrapport niet van het PBC. Dit rapport wordt opgestuurd naar de verzoeker (veelal de rechter-commissaris) die het aan het strafdossier toevoegt. Via de raadsman kan de verdachte alsnog het hele rapport ter inzage krijgen.

## Vervolg
Na het verblijf in het PBC zal het rechtsgeding voortgezet worden. Er wordt bepaald of de tenlastelegging wettig en overtuigend bewezen is en of de verdachte strafbaar is. In deze fase is het advies van het PBC van belang. Daarin zijn vijf gradaties van toerekeningsvatbaarheid mogelijk:
- volledig toerekeningsvatbaar
- enigszins verminderd toerekeningsvatbaar
- verminderd toerekeningsvatbaar
- sterk verminderd toerekeningsvatbaar
- volledig ontoerekeningsvatbaar

Vanaf de derde gradatie (verminderd) is de kans aanzienlijk dat het PBC de strafrechter zal adviseren om TBS en/of dwangverpleging op te leggen. De rechter neemt dit doorgaans over en zal dit compenseren in de op te leggen strafmaat.

## Contra-expertise
De verdachte of diens raadsman kunnen een contra-expertise presenteren voor de strafzaak verdergaat. Meestal zal dit een onderzoek door een psycholoog en een psychiater zijn, want volledig intramuraal onderzoek zoals bij het PCB is erg duur. Als uit de contra-expertise een afwijkend oordeel komt, dan is het aan de rechter om de diverse onderzoeken op waarde te schatten. In uitzonderlijke zaken kan een verdachte een derde maal onderzocht worden. Dit kan bijvoorbeeld bij de Forensisch Psychiatrische Kliniek van de GGZ in Assen.

## Geschiedenis
Begin twintigste eeuw waren er al plannen voor een 'observatiestation' ten behoeve van mogelijk krankzinnige gedetineerden, zoals destijds de gangbare aanduiding was. Het duurde echter tot 24 november 1949 voordat er daadwerkelijk een psychiatrische observatiekliniek (POK) werd geopend, aan de Gansstraat in Utrecht. In 1978 werd een gebouw in gebruik genomen dat specifiek als observatiekliniek ontworpen was. Begin jaren tachtig van de twintigste eeuw kreeg de POK de naam Pieter Baan Centrum, genoemd naar de eerste geneesheer-directeur, Pieter Baan. In 2018 is het Pieter Baan Centrum verhuisd naar het terrein van de Oostvaarderskliniek in Almere. 

## Bekende bij het PBC onderzochte veroordeelden
- Volkert van der Graaf
- Lucia de Berk
- Frans Meijer
- Mohammed Bouyeri
- Richard Klinkhamer
- Gökmen Tanis
- Keith Bakker